# Setanta-set
El setanta-set és un nombre natural que segueix el setanta-sis i precedeix el setanta-vuit. S'escriu 77 o LXXVII segons el sistema de numeració emprat. A més:
- És la suma de tres quadrats consecutius: 4² + 5² + 6² = 77.
- És la suma dels vuit primers nombres primers: 2 + 3 + 5 + 7 + 11 + 13 + 17 + 19 = 77.

## En altres dominis
- És el nombre atòmic de l'iridi.
- Designa l'any 77 i el 77 aC.